# Лі Джунйон
Лі Джунйон (кор. 이준용, 李埈鎔, 25 червня 1870, Сеул — 22 березня 1917, Сеул) — корейський політик та член династії Чосон, пізніше колабораціоніст Японської імперії.
Онук Хинсон Девонгуна (кор. 흥선대원군, 興宣大院君), племінник імператора Коджона (кор. 고종, 高宗). Політичний суперник імператора Коджона і імператриці Мьонсон.

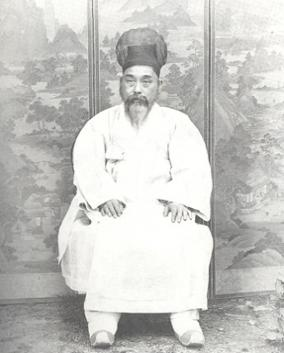
Лі Джунйон